# マサチューセッツ (原子力潜水艦)
| 画像をアップロード |                                  |
| 艦歴               |                                  |
| 発注               | 2014年4月28日                    |
| 起工               | 2020年12月11日                   |
| 進水               | 2024年2月23日                    |
| 就役               |                                  |
| その後             |                                  |
| 性能諸元           |                                  |
| 排水量             | 7,925トン                        |
| 全長               | 114.8 m                          |
| 全幅               | 10.4 m                           |
| 吃水               | 9.3 m                            |
| 機関               | S9G 原子炉×1基                   |
| 出力               | 40,000馬力                       |
| 最大速             | 水中:34ノット                    |
| 潜航深度           | 488 m                            |
| 乗員               | 132名                            |
| 兵装               | VLS 6連装2基 533mm魚雷発射管 4基 |
| モットー           |                                  |

マサチューセッツ（USS Massachusetts, SSN-798）は、アメリカ海軍の攻撃型原子力潜水艦。バージニア級原子力潜水艦の25番艦で、同級のブロックIVに属する。艦名はマサチューセッツ州に因み、その名を持つ艦としては、 1845年に建造された蒸気船マサチューセッツ以来、サウスダコタ級戦艦3番艦（BB-59）に続く9隻目である。

## 艦歴
建造はハンティントン・インガルス・インダストリーズのニューポート・ニューズ造船所で行われた。2020年12月11日に起工し、2024年2月23日に進水。当初は2024年後半に就役予定だったが、試験中に機器交換が必要となり、2025年まで延期された。